# روکتا نروینا
روکتا نروینا (به ایتالیایی: Rocchetta Nervina) یک کومونه در ایتالیا است که در استان ایمپریا واقع شده‌است. روکتا نروینا ۱۵٫۱ کیلومتر مربع مساحت و ۲۷۵ نفر جمعیت دارد و ۲۳۵ متر بالاتر از سطح دریا واقع شده‌است.